# Андерсон, Дэвид
Дэ́вид А́ндерсон (англ. David Anderson; род. 16 августа 1937[…], Виктория) — канадский политик и государственный деятель, член Палаты общин Канады, член Кабинета министров Канады в 1968—1972 и 1993—2006 годах. Также известен как гребец, серебряный призёр летних Олимпийских игр в Риме.

## Биография
Дэвид Андерсон родился 16 августа 1937 года в городе Виктория провинции Британская Колумбия, Канада.
Окончив Викторианский колледж (ныне Викторианский университет), поступил на юридический факультет Университета Британской Колумбии в Ванкувере. Во время учёбы в университете состоял в местной гребной команде «Тандербёрдс», неоднократно принимал участие в различных студенческих регатах. Также являлся университетским резервным пилотом Королевских военно-воздушных сил Канады.
Как гребец в 1959 году представлял Канаду на Панамериканских играх в Чикаго, выиграл здесь серебряную медаль в распашных рулевых восьмёрках.
Наивысшего успеха в своей спортивной карьере добился в сезоне 1960 года, когда вошёл в основной состав канадской национальной сборной и благодаря череде удачных выступлений удостоился права защищать честь страны на летних Олимпийских играх в Риме. В программе восьмёрок в решающем финальном заезде пришёл к финишу вторым, уступив около двух секунд команде из Австралии — тем самым завоевал серебряную олимпийскую медаль.
В 1962 году окончил университет со степенью бакалавра права и последующие шесть лет служил офицером внешнеполитического ведомства в Министерстве международных дел Канады, работал преимущественно в странах Восточной Азии.
В 1968 году от Либеральной партии Канады был избран в Парламент, где заседал вплоть до 1972 года. Некоторое время посвятил региональной политике, в течение трёх лет возглавлял Либеральную партию Британской Колумбии.
В 1976—1984 годах работал консультантом по окружающей среде, преподавал в Школе управления Викторианского университета.
В 1984 году вошёл в состав Иммиграционного апелляционного совета, где находился до 1988 года, вплоть до расформирования этой структуры.
После достаточно длительного перерыва в 1993 году вернулся в политику и вошёл в состав Кабинета министров. В последующие годы находился на постах Министра государственного казначейства (1993—1995), Министра транспорта (1995—1997), Министра рыболовства и океанов (1997—1999), Министра окружающей среды (1999—2004).
В 2007—2010 годах занимал должность директора Гуэлфского института окружающей среды.
Награждён орденом Канады в степени офицера (2010), орденом Британской Колумбии (2018).